# 입환용 기관차
입환(入換)은 주요한 역이나 조차장 등지에서 철도 차량을 이동시키거나 열차를 연결하고 분리하는 작업 일체를 지칭하는데, 이러한 과정에 사용하는 기관차가 입환용 기관차이다. 일부 입환용 기관차는 지선을 운행하기도 한다. 대개의 입환기는 상대적으로 출력이 낮으며, 무거운 차량을 빨리 끌 수 있도록 견인력이 높다. 최고 속도를 낮추는 대신 토크를 높이는 쪽으로 기어비가 조정되어 있다. 대한민국에는 9100호대 디젤 기관차 등이 있었으며, 현재 사용되는 것은 4400호대 디젤 기관차이다.
조차장 내부에서 차량 조성에만 활용하는 입환용 기관차를 장내 입환기라고 부르기도 한다.

## 동력 종류
디젤 입환기는 운전실이 높고 기관실이 낮게 장착되어 있어서 다방향의 시야를 확보한다. 입환 작업은 빨리 끝나야 하기 때문에 전차대를 통해 차량을 돌릴 여유가 적으므로, 입환기는 다른 기관차보다 좋은 시야가 확보되어야 한다. 입환기가 필요한 구간에는 전차선이 설치되지 않은 경우가 많으므로, 대부분 입환기는 디젤을 동력원으로 사용한다.
전철화 비율이 높은 나라에서는 전기 기관차를 입환용으로 사용하기도 한다. 대개의 입환기는 비전화 구간에도 들어가야 하므로, 전기 입환기에는 배터리나 디젤 등 다른 동력원을 장착하기도 한다. 1920년대 미국에서는 디젤, 배터리, 전차선이나 제3궤조를 통한 전기 모두를 사용하는 입환기가 개발된 적이 있다.
증기 입환기는 역사적으로만 사용되었으며, 더 작은 탄수차를 통해서 시야를 확보하였다. 탄광 등을 위한 입환용 기관차는 무화 기관차이기도 하다.

## 사진

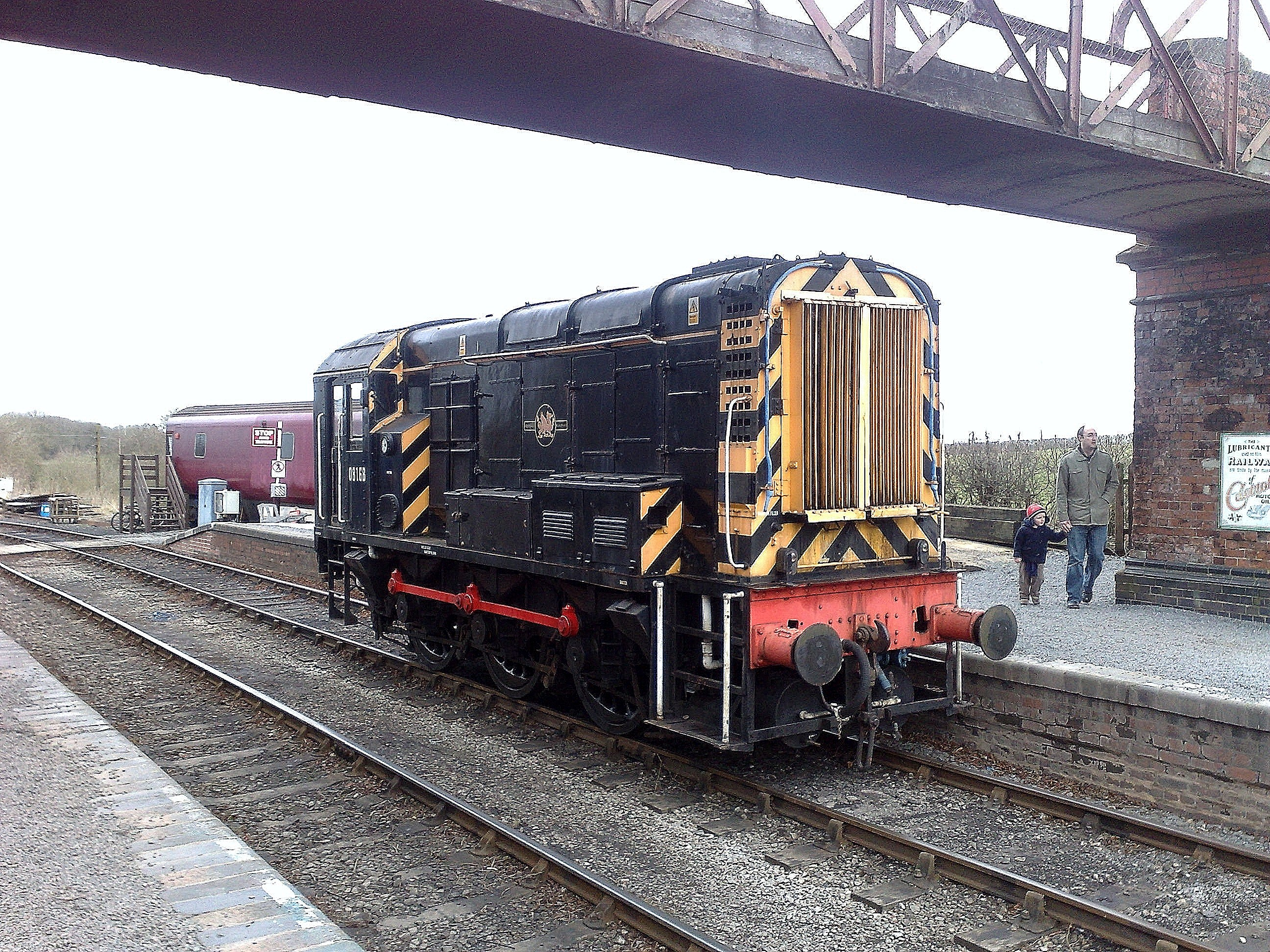
영국철도 클래스 08 입환기
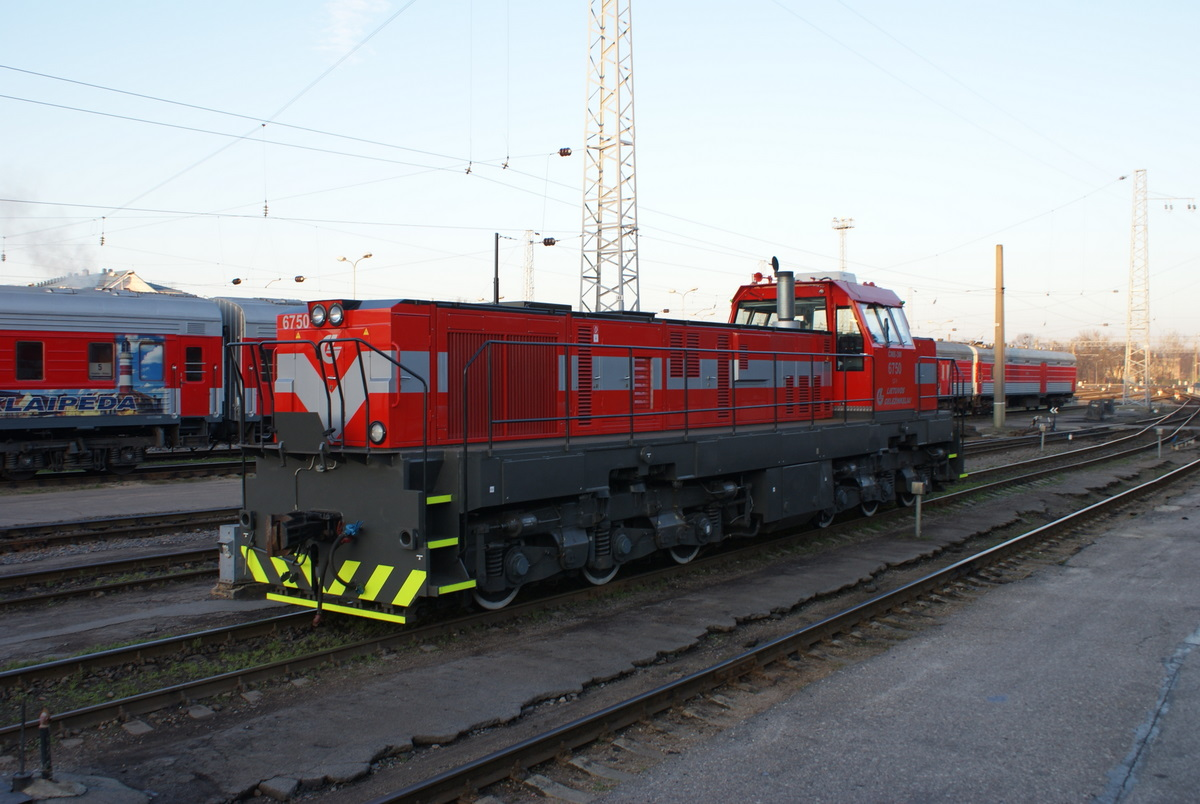
리투아니아 빌뉴스에 있는 ChME-3ME 6750 디젤 입환기
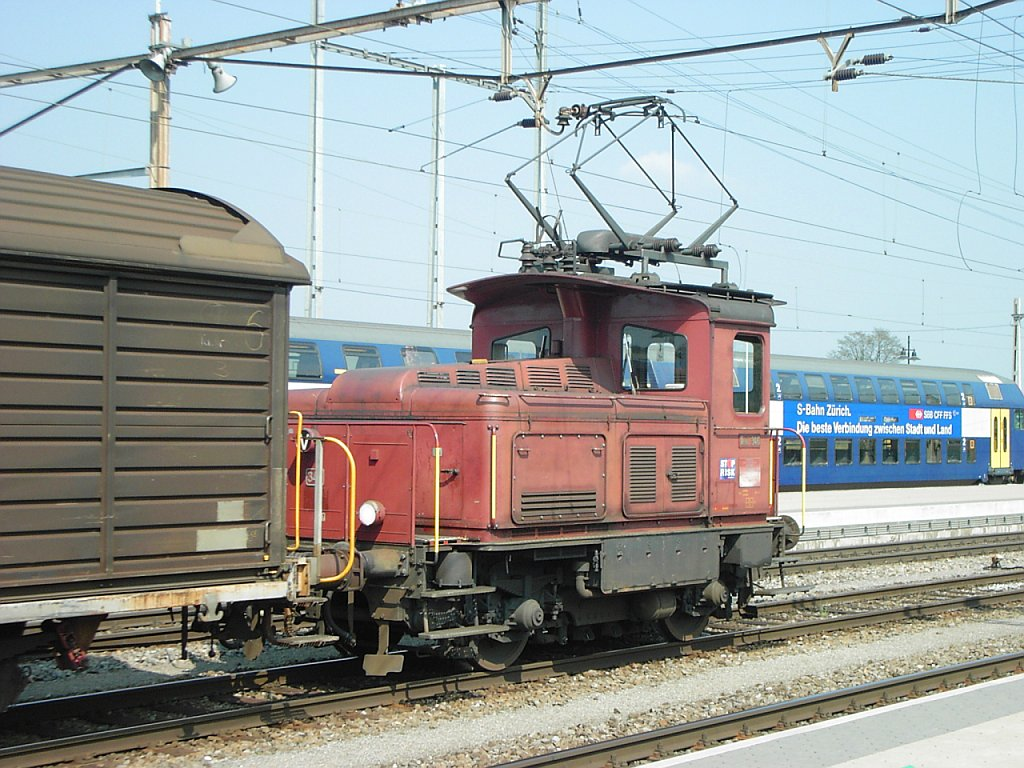
SBB Tem 346 경량 이중 동력(전기/디젤) 입환기